# Muscovite
La muscovite est un minéral du groupe des silicates (sous-groupe des phyllosilicates). C'est un silicate hydroxylé d'aluminium et de potassium, de composition KAl2(AlSi3O10)(OH,F)2 avec des traces de Cr, Li, Fe, V, Mn, Na, Cs, Rb, Ca, Mg et H2O. C'est le minéral le plus commun du groupe des micas ; Il forme une série avec la céladonite d'une part et avec la paragonite d'autre part. Des cristaux géants peuvent atteindre 4,5 m et 77 t.

## Historique de la description et appellations

### Inventeur et étymologie
Décrite par James Dwight Dana en 1850, son nom est inspiré de la traduction de vitrum muscoviticum (« verre de Moscou »), le minéral étant utilisé comme vitre, notamment pour les fourneaux.

### Synonymie
- Ammochrysos (ou ammochryse) Ammonite en pseudomorphose de muscovite (étymologie dérivant du Dieu Amon (ammonite) et de chrysos l'or)[6]
- Amphilogite[7]
- Antonite (Michel-Levy)
- Argent de chat (ou argent des chats)[8],
- Didymite (Schafhäutl 1843)[9]
- Mica argentin[10]
- Oncosine (Franz Ritter von Kobell 1834)[11]
- Verre de Moscou[12]

## Caractéristiques physico-chimiques

### Variétés et mélange
Variétés
- Adamsite : variété de muscovite initialement décrite à Derby, Comté d'Orleans, Vermont, États-Unis[13].
- Alurgite : variété de muscovite de couleur pourpre de formule K2(MgAl)4-5(Al,Si)8O20(OH)4, reconnue depuis 1959 comme un intermédiaire entre la leucophyllite et la muscovite. Elle a été initialement décrite par Breithaupt en 1865 sur des échantillons de St Marcel d'Aoste (Italie)[14].
- Astrolite : variété de muscovite composée d’agrégats sphériques de cristaux tabulaires initialement décrite dans la carrière de Pelz, Neumark, Reichenbach, Vogtland, Saxe Allemagne. Discréditée du rang d'espèce en 1972.
- Chacaltaïte (M. Kaloczkowska 1936) : variété de muscovite verte décrite à la mine de Chacaltaya (qui a inspiré le nom), province de Murillo, Bolivie[15],[16].
- Damourite (Achille Delesse 1845) : variété de muscovite à reflets verdâtres décrite sur des échantillons de Pontivy, en remplissage des interstices laissés par le disthène et dédié au minéralogiste français Alexis Damour[17].
- Fuchsite : variété verte de muscovite riche en chrome, où le chrome remplace l'aluminium dans la molécule. Initialement décrite à Schwarzenstein, Zemmgrund, Zillertal, Tyrol, Autriche. Dédiée à Johann Nepomuk von Fuchs, minéralogiste allemand du XIXe siècle. Synonymes : 
  - gaebhardite[18] ;
  - verdite pour une fuchsite impure avec des traces d'albite, chlorite, corindon, diaspore, margarite, quartz, rutile, et talc trouvé à North Kaap river, Kaap Station, Afrique-du-Sud.
- Gieseckite : variété de muscovite en pseudomorphose d'un minéral encore inconnu découvert par Charles Giesecke à Akulliarasiarfsuk au Groenland ; le minéral lui a été dédié[19].
- Gilbertite (Thomson 1831) : variété de muscovite compacte[20].
- Muscovite à baryum (barium muscovite) : variété riche en baryum décrite initialement dans la vallée de Vizze, Trentino-Alto Adige Italie. Synonymes :
  - oellachérite[21] ;
  - sandbergérite (Heddle).
- Muscovite à lithium (lithian muscovite) : variété de muscovite riche en lithium.
- Pinite (ou pinnite) : variété de muscovite en pseudomorphose de cordiérite, néphéline ou de scapolite décrite à Pini adit, Aue, Erzgebirge, Saxe, Allemagne. Synonymes :
  - Cataspilite : pour une pseudomorphose après cordiérite[22] ;
  - péplolite : pour une pseudomorphose après iolite décrite sur des échantillons de Ramsberg en Norvège[23] ;
  - polychroïlite (Weibye) décrite sur des échantillons de Gneiss de Krageröe en Norvège[24] ;
  - polyargite (Svanberg) pour une pseudomorphose après l'anorthite sur des échantillons de Tunaberg en Suède.
- Séricite : variété de muscovite à grain très fin à reflets verts, ce terme est commun avec la paragonite. Synonymes : 
  - épiséricite ;
  - lépidomorphite.

Mélange
- Margarodite : mélange de muscovite et de paragonite décrite initialement à Großer Greiner Mt. et Talgenkopf Mt., Zemmgrund, Zillertal, Tyrol, Autriche[25].

### Cristallographie
Il existe plusieurs polytypes pour ce minéral, les plus fréquents étant :
- Muscovite-1M, monoclinique, prismatique (C 2/m)
- Muscovite-2M1, monoclinique, prismatique (C 2/c)
- Muscovite-2M2, monoclinique, prismatique (C 2/c)
- Muscovite-3T, trigonal (P 3112 ou P 3212)

Pour le polytype 2M1
- les paramètres de la maille conventionnelle sont : a = 5,19 Å, b = 9,03 Å, c = 20,05 Å, Z = 4; beta = 95,5 ° V = 935,33 Å3
- Densité calculée = 2,83.

À haute pression (métamorphisme) la muscovite se transforme peu à peu en phengite KI(Fe,Mg)xAlO2-x(AlT1-xSiT3+xO10)(OH)2 avec 0 ≤ x ≤ 1. On passe de la muscovite à la phengite par la substitution de Tschermak : 2 Al ↔ (Fe,Mg) + Si. La composition moyenne de la phengite est un bon indicateur de la pression régnant lors de sa formation car la substitution de Tschermak est d'autant plus poussée que la pression est élevée, donc la teneur en silicium de la phengite augmente d'autant plus.

### Cristallochimie
L'équivalent sodique de la muscovite est la paragonite NaIAlO2(AlTSiT3O10)(OH)2 (I = interfoliaire, O = octaédrique, T = tétraédrique).
La muscovite forme une série continue avec le phlogopite, par la substitution 2 Al3+ + □ ↔ 3 Mg2+. Les termes de la série ont pour formule KyAlx□x/2Mg3−3/2x(Si4−yAly)O10(OH)2 où x varie de 0 (Phl) à 2 (Ms), et y = 1 idéalement.
Muscovite, phengite et paragonite appartiennent à la famille des micas blancs. Les micas sont des phyllosilicates ou silicates en feuillet de structure TOT avec cation interfoliaire. La couche tétraédrique (T) est composée de tétraèdres SiO4 (Al pouvant se substituer à Si) associés en feuillet. Chaque tétraèdre partage 3 de ses 4 atomes d'oxygène avec 3 autres tétraèdres. Sur ce feuillet se trouve une couche octaédrique (O), dite parfois brucitique. Les oxygènes apicaux tétraédriques sont partagés avec la couche octaédrique mais cette dernière possède aussi des groupements OH. Cette couche octaédrique peut être trioctaédrique (remplissage par des cations divalents) ou bien dioctaédrique (remplissage au 2/3 par des cations trivalents tel que Al). Enfin, entre chaque empilement de structure TOT réside un cation.
Dans le cas de la muscovite, la couche T est composée de AlSi3, la couche O de Al2 (couche O dioctaédrique) et le cation interfoliaire I est K+.
La muscovite est enrichie en aluminium par rapport à la biotite, sa présence dans les granites est une preuve d'anatexie crustale.
Elle fait partie du groupe des micas et sert de chef de file à un sous-groupe qui porte son nom.
| Minéral                | Formule                           | Groupe ponctuel | Groupe d'espace |
| ---------------------- | --------------------------------- | --------------- | --------------- |
| Muscovite              | KAl2(Si3Al)O10(OH,F)2             | 2/m             | C2/m            |
| Paragonite             | NaAl2(Si3Al)O10(OH)2              | m ou 2/m        | Cc ou C2/c      |
| Chernykhite            | (Ba,Na)(V,Al,Mg)2(Si,Al)4O10(OH)2 | 2/m             | C2/c            |
| Roscoélite             | K(V,Al,Mg)2AlSi3O10(OH)2          | 2/m             | C2/m            |
| Glauconite             | (K,Na)(Fe,Al,Mg)2(Si,Al)4O10(OH)2 | 2/m             | C2/m            |
| Céladonite             | K(Mg,Fe)(Fe,Al)[Si4O10](OH)2      | 2/m             | C2/m            |
| Ferrocéladonite        | K2Fe2+Fe3+Si8O20(OH)4             | 2/m             | C2/m            |
| Ferroaluminocéladonite | K2Fe2Al2Si8O20(OH)4               | 2/m             | C2/m            |
| Aluminocéladonite      | KAl(Mg,Fe)2Si4O10(OH)2            | 2/m             |                 |
| Chromcéladonite        | KCrMg(Si4O10)(OH)2                | 2               | C2              |
| Tobélite               | (NH4,K)Al2(Si3Al)O10(OH)2         | 2/m             | C2/m            |
| Nanpingite             | Cs(Al,Mg,Fe,Li)2(Si3Al)O10(OH,F)2 | 2/m             | C2/c            |
| Boromuscovite          | KAl2(Si3B)O10(OH,F)2              | 2/m             | C2/m            |
| Montdorite             | (K,Na)(Fe,Mn,Mg)2,5Si4O10](F,OH)2 | 2/m             | C2/c            |
| Chromphyllite          | (K,Ba)(Cr,Al)2[AlSi3O10](OH,F)2   | 2/m             | C2/c            |
| Shirokshinite          | KNaMg2Si4O10F2                    | 2/m             | C2/m            |

## Gîtes et gisements

### Gîtologie et minéraux associés
La muscovite se rencontre souvent dans les roches plutoniques (granite, pegmatite) et dans les roches métamorphiques (gneiss, micaschiste).
On trouve aussi la muscovite comme minéral secondaire dans les roches altérées (Séricite).

### Gisements producteurs de spécimens remarquables
- Italie
Mine de Prabornaz (ex Mine de Praborna), Saint-Marcel, Val d'Aoste (pour la variété Alurgite).
- France
Île de Groix, Bretagne (pour la variété Fuchsite).
- Suède

Kårarvet (Kararfvet ; Korarfvet), Falun, Dalarna (pour la variété Damourite).

## Exploitation des gisements
Utilisations
- Dans l'industrie électrique, isolants en électronique, optique, céramique.
- Comme substitut du verre à la fin du XVIIIe siècle. René Just Haüy : « En Sibérie, on le substitue au verre dont on garnit les fenêtres. On lit dans l'Histoire générale des Voyages que la marine russe fait une grande consommation de mica pour les vitrages des vaisseaux,et qu'on le préfère au verre, parce qu'il n'est pas sujet à se briser par les commotions qu'occasionne l'effet de la poudre à canon. On s'est servi aussi du mica pour faire des lanternes, et il y a de l'avantage à le substituer à la corne  parce qu'il est plus diaphane et n'est pas susceptible d'être brûlé par la flamme d'une bougie. »[28]

## Galerie

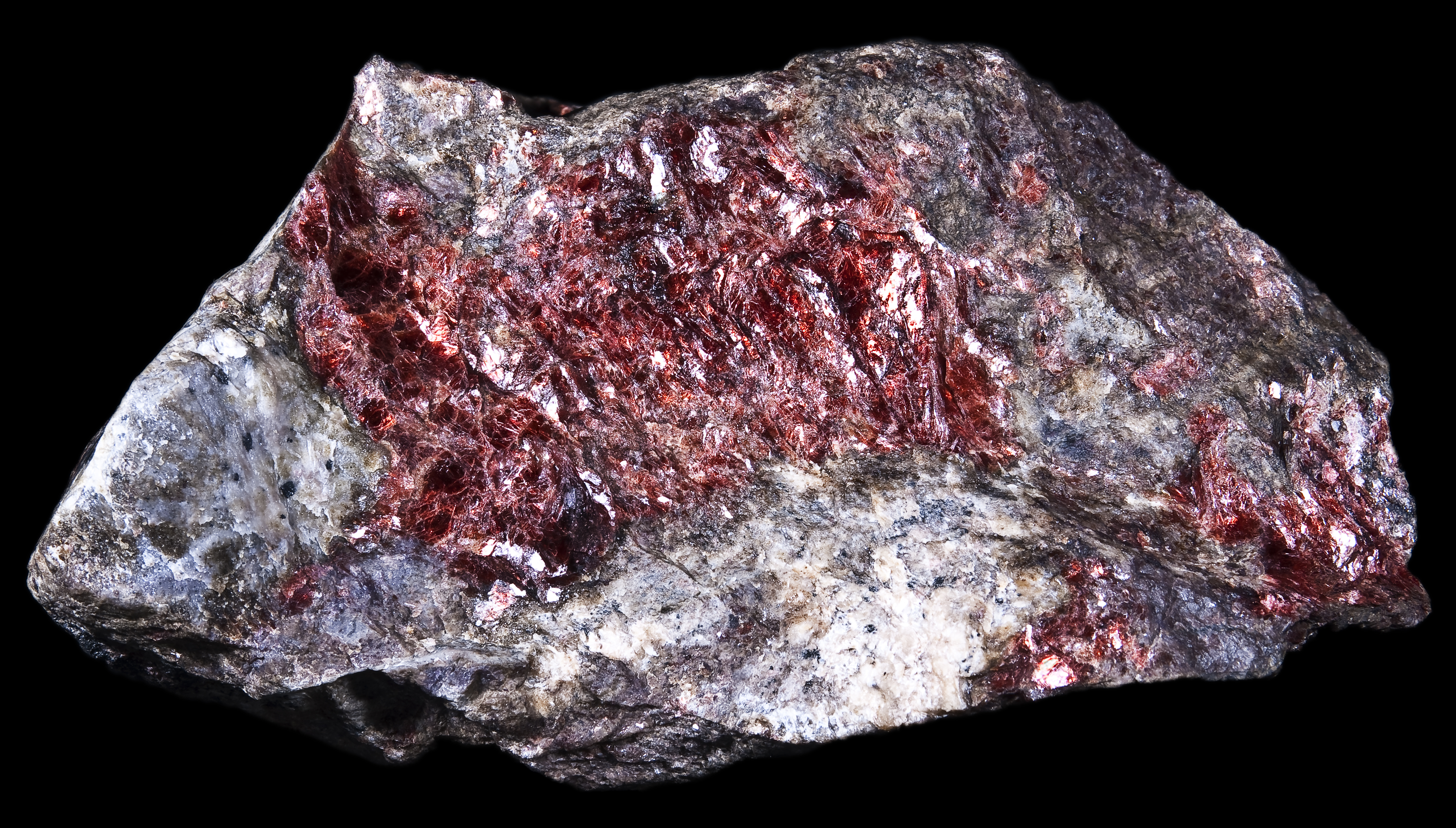
Alurgite - St Marcel d'Aoste Italie (11 cm)
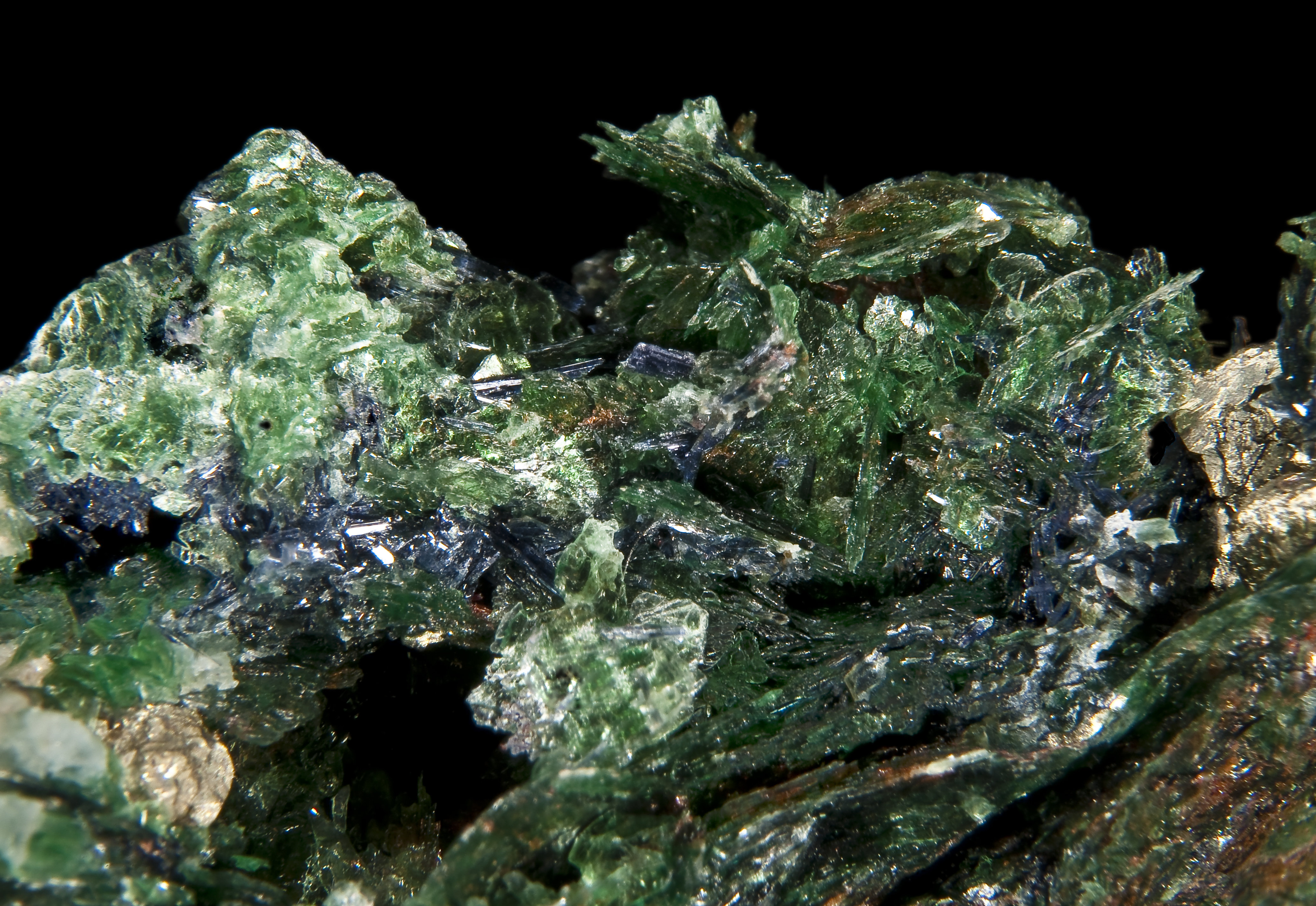
Fuchsite - Île de Groix France (2,5 cm)
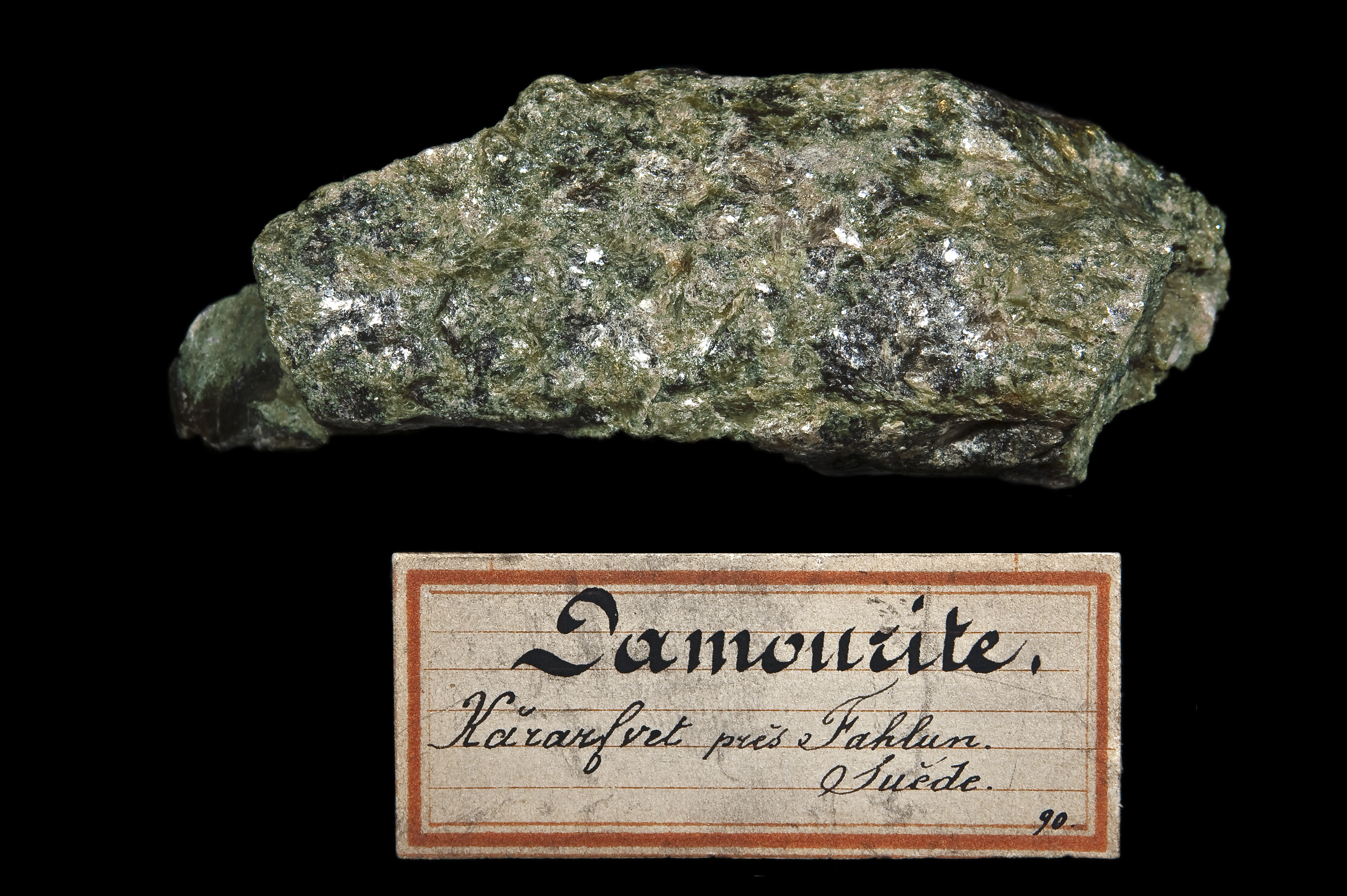
Damourite - Kårarvet, Suède - (8 cm)